# 구마촌
구마촌(일본어: 球磨村)은 일본 구마모토현 남부에 있는 구마군의 촌이다.

## 지리
구마모토현 남부에 위치하며 구마모토시에서 남쪽으로 약 70km 떨어져 있다. 면적의 약 90%가 산림으로, 구마강이 촌내를 동서로 흐르고 있다. 또한 2020년 7월 3일부터 발생한 호우의 여파로 인해 크게 피해를 입은 장소로 손꼽힌다.

## 인접한 자치체
- 구마모토현
  - 야쓰시로시
  - 히토요시시
  - 미나마타시
  - 구마군 야마에촌·사가라촌
  - 아시키타군 아시키타정

- 가고시마현
  - 이사시

## 역사
- 1954년 4월 1일 - 3개 촌이 대등 합병해 구마촌이 성립하였다.

## 교통

### 철도
- 규슈 여객철도 히사쓰선

### 도로
- 국도 219호선

## 같이 보기
- 2020년 7월 일본 호우